# Habenaria denticulata
Habenaria denticulata är en orkidéart som beskrevs av Heinrich Gustav Reichenbach. Habenaria denticulata ingår i släktet Habenaria och familjen orkidéer. Inga underarter finns listade i Catalogue of Life.